# Lista de programas da Mix TV
Essa é lista de programas da Mix TV, voltada para o público jovem. A parte da programação são os videoclipes, mas também com base em programas sobre música, moda, humor entre outros. Até o encerramento do canal, foram sendo exibidas apenas reprises, clipes e produção independente.

## Programas já exibidos no canal
- A Chance
- Acústico Mix TV
- AdNews na TV
- Baú da Mix
- Baú da Mix 80
- Baú da Mix 90
- Baú do Rock
- Banda x Banda
- Boarding Pass
- Brothers na Gringa
- Cine Mix
- Clipe & Letra
- Club Mix
- Coisa de Menina
- Comando
- Combo Fala + Joga
- Coming of Age
- Cozinhando Pra Fora
- Clipe & Letra Turbo
- De Primeira
- Doc Mix
- Dose Tripla
- Dobradinha
- Eu Na Mix
- Faixa de Clipes
- Hip Hop Mix
- Galeria Mix
- Game Zone
- G2PTV
- G4 Brasil
- Home Decoração
- Hot Clipes
- Insônia
- Insight
- Jam
- Jeitinho Carioca
- Look do Dia
- Maré do Som
- Mateus, o Balconista
- Mix Ao Vivo na Praia
- Max Fashion Mix
- Mega Mix
- Mix Cover
- Mix Diário
- Mix Diário de Verão
- Mix Especial
- Mix Nacional
- Mix Nacional: Só Funk
- My Net
- Mix TV Online
- No Break
- No Break de Verão
- No Rolê
- Não Salvo na Mix
- Não Salvo de Verão
- Papo de volante
- Parada Mix
- Parada Mix de Verão
- Piadaria
- PlayHit
- Plantão Mix TV
- Plantão Mix
- Pen Drive
- Playr 2
- Paulo Miklos Show
- Pegada
- Pop Up
- O Melhor Verão da Minha Vida
- Repaginada
- Restart na Argentina
- Rota Mix
- Se Vira com Rafa
- Sex N'Roll
- Simulado
- SuperMix
- SuperMix de Verão
- Surf N’Roll
- Surf Road
- Top Mix
- Top Mix de Verão
- Top Nacional
- Top Web
- Trip TV
- Twitada
- TNT Challenge
- Verão Mix
- Vírgula.Mix
- Warrior One
- YouMix
- Zica
- 1 Minuto

### Dose Tripla
Dose Tripla foi um programa de televisão brasileiro transmitido pela Mix TV. O programa teve sua estreia dia 14 de junho de 2011 com apresentação de Paulo Miklos, Marina Santa Helena e Gustavo Braun. O programa vai ao ar, ao vivo na emissora, toda terça com várias reprises na semana. A classificação indicativa é não recomendado para menores de 16 anos.
Em 19 de junho de 2012 o programa completou um ano exibindo as melhores matérias do ano contando com uma plateia pela primeira vez.
Em 2013 o programa Dose Tripla saiu no ar.

#### Elenco
Gustavo Braun é proprietário do fake da atriz Nair Bello no Twitter de grande influência já Marina Santa Helena juntamente com Borbs apresentava o programa "Fiz na MTV" na própria MTV antes de ser contratada da Mix TV.

#### Convidados
Dentre os convidados que deram entrevista no programa estão: Brunete Fraccaroli, Danilo Gentili, Xico Sá, Gaby Amarantos, Marina Lima, Fernanda Young dentre outros.